# Pandemia de COVID-19 en Pakistán
El primer caso confirmado de la pandemia de COVID-19 en Pakistán fue registrado el 26 de febrero de 2020, cuando un estudiante de Karachi dio positivo tras regresar de Irán. El Gobierno de Pakistán comenzó a controlar a los pasajeros en los aeropuertos de Islamabad, Karachi, Lahore y Peshawar para evitar la entrada de COVID-19 en el país. Pakistán International Airlines también anunció que preseleccionaría a los pasajeros antes de abordar el avión en sus vuelos en el aeropuerto de Beijing. El 1 de marzo, se confirmaron dos casos más de COVID-19 en Karachi e Islamabad. El país fue puesto bajo un encierro nacional que se inició el 1 de abril y que se fue extendiendo varias veces,  al final el bloqueo se alivió en fases. Pakistán comenzó los ensayos de vacunas en colaboración con Sinopharm, una compañía farmacéutica china, en abril de 2020.
Hasta el 21 de febrero de 2022, se contabiliza la cifra de 1,501,680 casos confirmados 30,040 fallecidos y 1,403,968 pacientes recuperados del virus.

## Línea de tiempo

### Febrero 2020
El 26 de febrero, el país confirmó sus dos primeros casos de coronavirus. Zafar Mirza, Asistente Especial de Salud del Primer Ministro, lo confirmó mandando un mensaje por Twitter.
En una semana de los dos primeros casos, Pakistán confirmó tres casos más, incluido un primer caso en Islamabad y también los primeros casos en Rawalpindi y Punjab.

### Marzo 2020
El 6 de marzo, Murtaza Wahab anunció que el primer paciente en Karachi se había recuperado por completo y más tarde fue dado de alta del hospital después de dar negativo. 
El 18 de marzo se confirmaron las dos primeras muertes debidas al virus en el país. Las víctimas eran un hombre de 77 años que había adquirido el virus a través de la transmisión local y la otra era un sobreviviente de cáncer y tenía otros problemas médicos subyacentes como hipertensión y diabetes. Mientras tanto en otras provincias, el aumento en el número de nuevos casos fue menor en comparación con los últimos días a los 34 días.
El 23 de marzo, muchos médicos de todo el país se quejaron de la falta de equipo adecuado para luchar contra el virus (equipo de protección personal (EPP), gafas e incluso máscaras).

### Abril 2020
El 2 de abril, el Gobierno del Pakistán anunció que la economía pakistaní había perdido 2,5 billones de rupias debido a la pandemia de coronavirus.
El gobierno federal decidió el 14 de abril prorrogar el bloqueo en curso por dos semanas más hasta el 30 de abril. El 16 de abril, se informó que el 58% de los casos habían sido transmitidos localmente en Pakistán.
El 21 de abril, un informe publicado declaró que el 27% del total de casos positivos en el país estaban vinculados a la congregación religiosa del Tablighi Jamaat.
A finales de abril, un grupo de médicos de alto rango en Pakistán, y en el extranjero, escribió a los líderes religiosos y al primer ministro "suplicando" que no abriera mezquitas durante el ramadán, particularmente porque el 80% de las personas que asistieron serían mayoritariamente de entre 60 y 70 años.

### Mayo 2020
Para el 7 de mayo, COVID-19 había infectado a más de 500 trabajadores sanitarios pakistaníes.
El 22 de mayo, el vuelo 8303 de Pakistan International Airlines se estrelló al acercarse al aeropuerto internacional de Jinnah, matando a 97 de las 99 personas a bordo. El accidente se extendió aún más los recursos de salud, y condujo a una larga disminución de tres días en las pruebas.
El 29 de mayo, se anunció que 900 niños menores de 10 años habían dado positivo en Sindh, la mayoría de los casos fueron asintomáticos.

### Junio 2020
A principios de junio, después de que las pruebas comenzaron a repuntar una vez más, el número de casos comenzó a aumentar mucho más rápido, después de que los niveles de nuevos casos en 24 horas, la proporción de casos positivos a pruebas también aumentó, rondando entre el 20% y el 25% en los primeros días de junio.
El 13 de junio de 2020, el veterano jugador de cricket pakistaní y excapitán del equipo nacional de cricket de Pakistán Shahid Afridi confirmó que había sido dado positivo para el COVID-19 a través de su cuenta oficial de Twitter después de experimentar un severo dolor corporal desde el 11 de junio de 2020.
El 17 de junio de 2020, los distritos de Shaheed Sikandarabad, Sherani y Barkhan, registraron su primer caso de COVID-19. Esto significaba que cada uno de los distritos de las cuatro provincias del Pakistán tenía al menos un caso confirmado de coronavirus.

Número de casos (azul) y número de fallecidos (rojo) en una escala logarítmica.

## Estadísticas

### Mapas

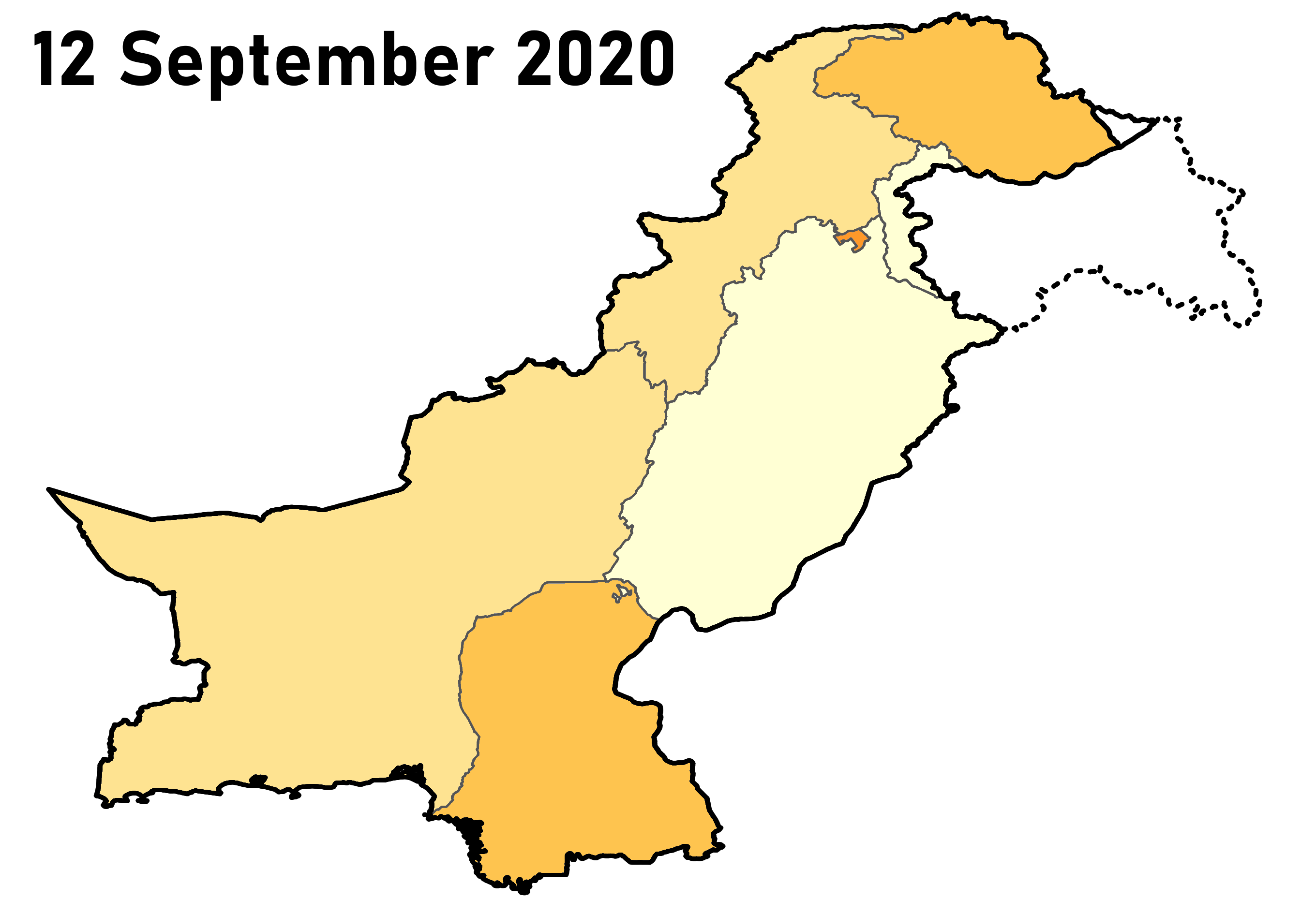
Mapa de las provincias con casos confirmados de COVID-19 por millón de habitantes.
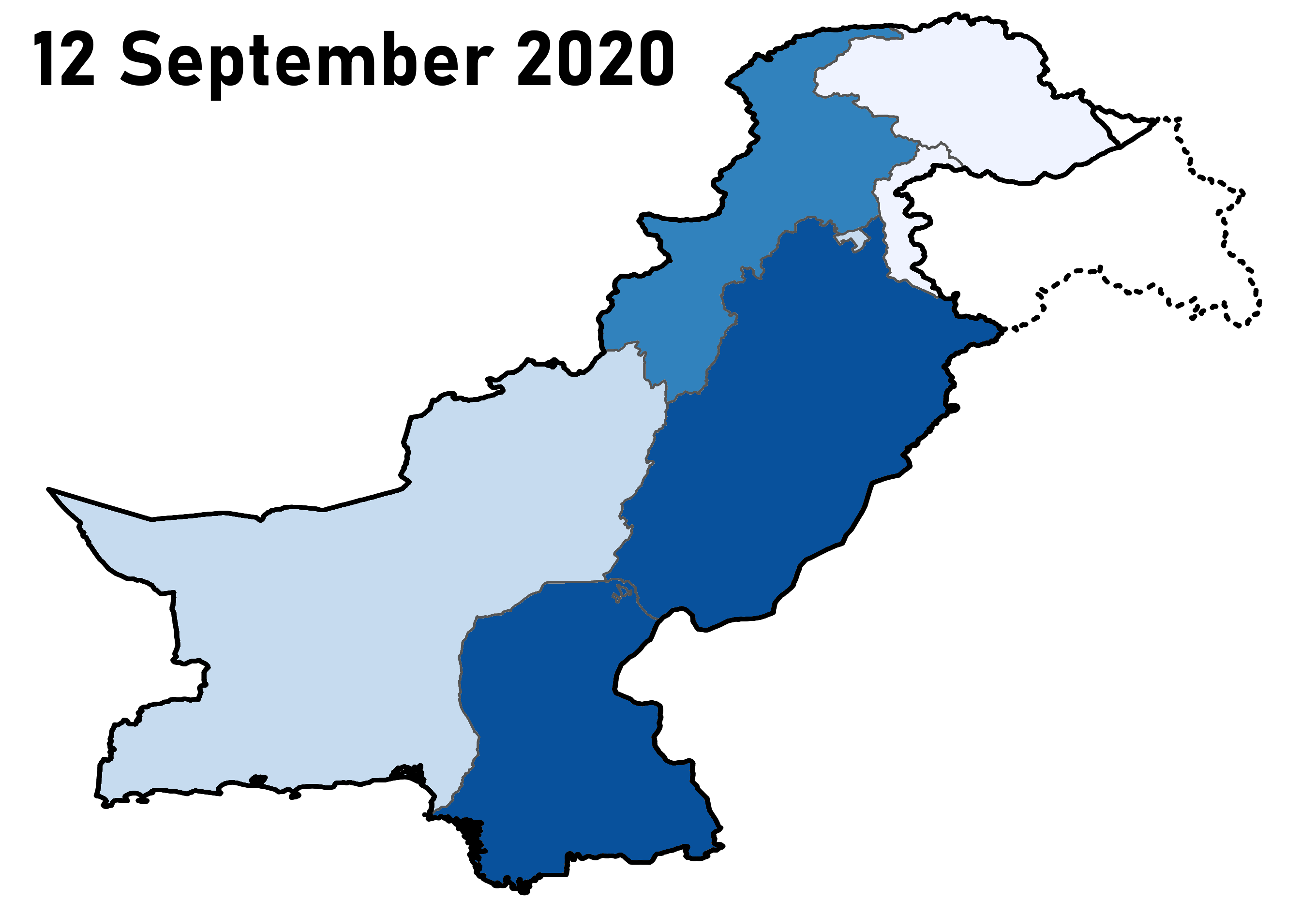
Mapa de las provincias con fallecidos de COVID-19 en el país